# Scopula rubrocinctata
Scopula rubrocinctata är en fjärilsart som beskrevs av Achille Guenée 1857. Scopula rubrocinctata ingår i släktet Scopula och familjen mätare. Inga underarter finns listade.